# William Seymour

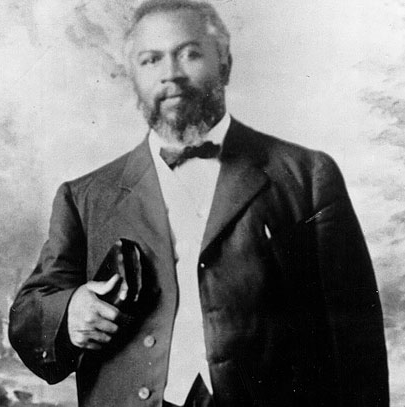

William Joseph Seymour (Centerville (Louisiana), 2 mei 1870 – Los Angeles (California), 28 september 1922) was een Amerikaans predikant en voorganger, en wordt gezien als een van de stichters van de Pinksterbeweging.
Seymour werd geboren in een Afro-Amerikaans gezin als zoon van twee vrijgelaten slaven. Op 25-jarige leeftijd raakte hij blind aan zijn linkeroog. In 1903 verhuisde Seymour naar Houston, Texas, op zoek naar familieleden. Daar aangekomen accepteerde hij een (a.i.) predikantschap in een kleine kerk die haar wortels had in de Heiligingsbeweging.
Lucy F. Farrow, de pastor van de kerk, raadde Seymour aan lessen te gaan volgen op de Bijbelschool  van Charles Parham in Houston. Vanwege zijn donkere huidskleur moest hij de lessen vanaf de gang volgen. Het was echter hier dat Seymour op de gedachte kwam dat het 'spreken in tongen' het bewijs was van de doop met de Heilige Geest. In 1906 verhuisde Seymour naar Los Angeles om daar predikant in een kleine kerk te worden. Toen deze gemeente ontdekte wat Seymour leerde over het spreken in tongen werd hij  verwijderd. Hij kwam echter in contact Afro-Amerikaanse gemeenschap welke zich enige tijd later zou vestigen op Azusa Street. Van deze plek brak in 1906 een grote opwekking uit, die wordt gezien als het begin van de Pinksterbeweging. Tijdens een avondsamenkomst op 9 april begon een zekere Edward Lee in tongen te spreken. Daarna volgen meer. Op 12 april  werd ook Seymour gedoopt met de Heilige Geest en begon in 'tongen' te spreken.
De opwekking duurde ruim drie jaar. Gedurende deze tijd werden in het gebouw op Azusa Street continu diensten gehouden. Er was echter ook kritiek. Een eerste scheuring deed zich voor toen Seymours vroegere leraar Parham op bezoek kwam. Deze was er niet over te spreken dat Seymour zich niet hield aan de gebruikelijke rassenscheiding. Een tweede groep splitste zich af toen Seymour op 13 mei 1908 trouwde met Jeanne Evans Moore. Volgens sommigen was het niet gepast te trouwen, omdat de wederkomst van Jezus Christus immers zeer nabij was.
Seymour is tot aan zijn dood in 1922 door een hartaanval predikant geweest van de Apostolic Faith Mission in Azusa Street. In de jaren na de opwekking reisde hij het hele land af. Ook schreef hij het boek The Doctrines and Discipline of the Apostolic Faith Mission.  
Na zijn dood is een lange tijd de rol van Seymour tijdens de Azusa-opwekking genegeerd. Belangrijkste reden hiervoor was zijn Afro-Amerikaanse achtergrond. Pas sinds de tweede helft van de twintigste eeuw wordt hij erkend als een van de stichters van de Pinksterbeweging.
- Bibliothèque nationale de France: cb169759491 (data)
- Gemeinsame Normdatei: 140872736
- International Standard Name Identifier: 0000 0000 8372 5250
- Library of Congress Control Number: n94004697
- Nederlandse Thesaurus van Auteursnamen: 27043237X
- LIBRIS: 338446
- Virtual International Authority File: 36138452
- WorldCat: E39PBJj4ttWKWBQDFdFbhdBgKd